# Staehelina
Staehelina là một chi thực vật có hoa trong họ Cúc (Asteraceae).

## Loài
Chi Staehelina gồm các loài: